# 蘇我満智

蘇我氏略系図

蘇我 満智（そがの まち）は、古墳時代の豪族。蘇我石川宿禰の子で、武内宿禰の孫にあたる。蘇我韓子の父、蘇我稲目の曾祖父。名は麻智、満知とも。蘇我満智宿禰。

## 概要
履中天皇2年、平群木菟宿禰や円大使主、物部伊莒弗と共に執政官となったとされるが、これは蘇我氏の氏族伝承などに基づき後から書き加えられたものである可能性が高い。
『古語拾遺』によれば、雄略天皇代、増大する諸国からの貢物に対応すべく、新たに大蔵が興され、麻智が三蔵（斎蔵・内蔵・大蔵）を管理したという（三蔵検校）。この伝承は蘇我氏が5世紀後半には既に朝廷財政を統括していた史実を伝えている。
当時の蘇我氏が王権のクラや財政と関係していたことは、『古事記』に見える宗賀之倉王（そがのくらのみこ、『日本書紀』では倉皇子）の存在からも推察できる。
あるいは、『古語拾遺』に見える蘇我麻智の伝承は、蔵関係の伝承を語ることから、6・7世紀における蘇我氏の朝廷のクラ管掌という史実を遡らせ、蘇我氏の中でもクラを管掌した蘇我倉氏や、その末裔である石川氏によって作られた伝承であり、秦氏や蘇我倉山田石川麻呂（蘇我倉氏）の家伝に基づいて造作された可能性も指摘されている。
なお、蘇我連子と蘇我赤兄について、『公卿補任』には「蔵大臣」と称したと記されている。

## 「マチ」の意味
「満智（マチ）」は、『和名類聚抄』に「町＜和名末知＞田区也」とあることから、「田の区画」を表す単語であったと考えられる。また、ただの田ではなく、『播磨国風土記』に、稲種を播種する際に鹿の供犠祭祀を行った賛用都比売命の遺跡として「今も讃容の町田あり」と記されていることから、農耕祭儀に関わる神聖な田を指す言葉であったことがわかる。その「町」の形は、『新撰姓氏録』に「町形の廻毛」という単語があることから、渦巻き状もしくは同心円紋状に稲が植えられていたと推察でき、さらに、『台記別記』に引用された「中臣寿詞」には、「麻知は弱韮にゆつ五百篁生ひ出でむ」とあり、御体御卜の際に祀られる卜庭神庭二座の神に櫛真智命がいることから、「マチ」は骨卜・亀卜とも関連する単語であったことがわかる。
つまり、「マチ」には渦巻き紋様で表示された祭儀に関わる宗教的区画や、神意が宿り現れる神聖な場所という意味があったと考えられる。